# Rosellinia callosa
Rosellinia callosa är en svampart som beskrevs av Georg Winter 1874. Rosellinia callosa ingår i släktet Rosellinia och familjen kolkärnsvampar.  Arten är reproducerande i Sverige. Inga underarter finns listade i Catalogue of Life.